# فلنسبورگ

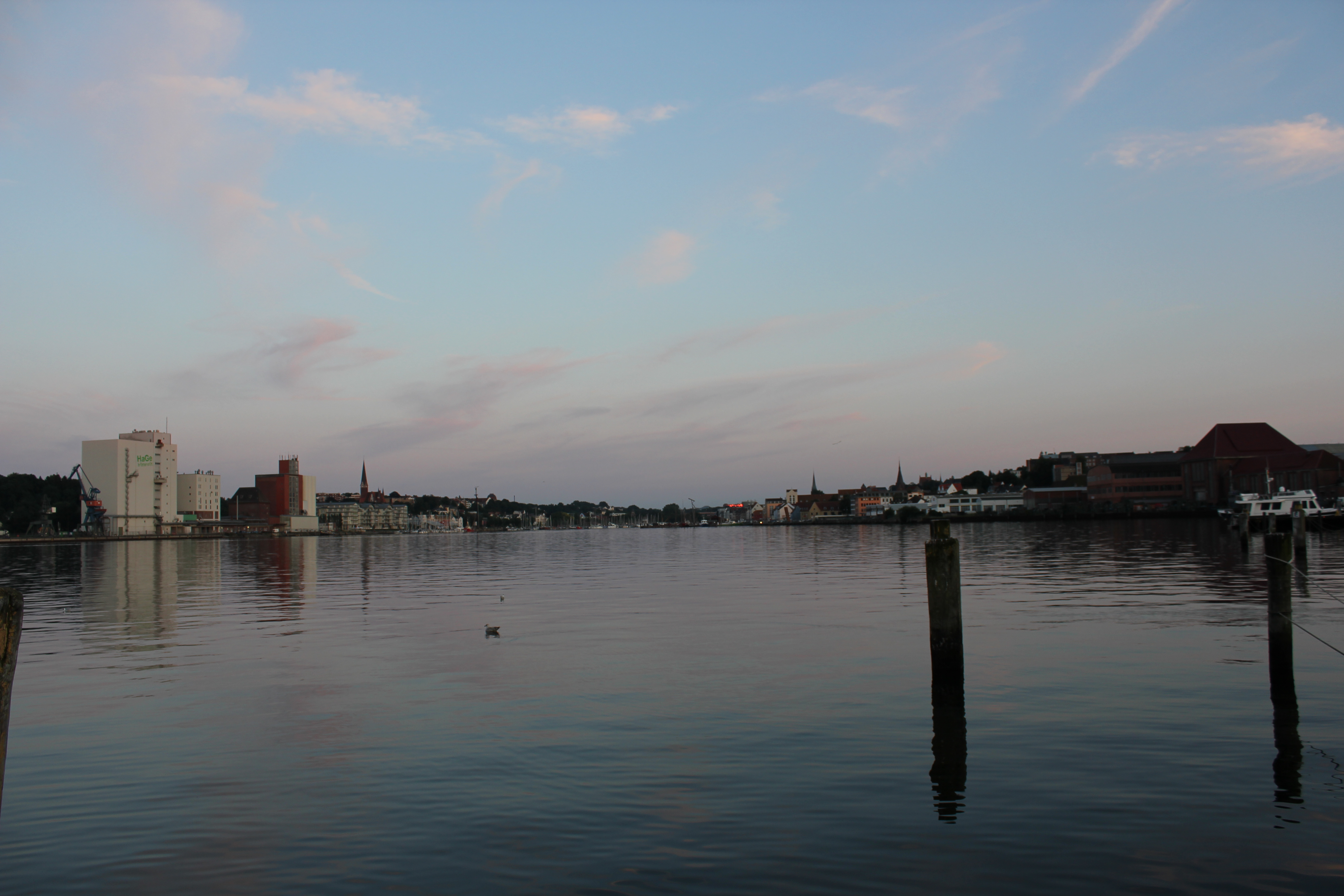
فلنسبورگ

فلنسبورگ (آلمانی: Flensburg) شهری مرزی در شمال ایالت شلسویگ-هولشتاین آلمان است. این شهر در مسیر اتوبان آلمان به دانمارک واقع شده‌است. این شهر پس از کیل و لوبک سومین شهر بزرگ ایالت به‌شمار می‌آید.